# 야스민 르 봉
야스민 르 봉(Yasmin Le Bon, 1964년 10월 29일 ~ )은 잉글랜드의 모델이다. 1985년 듀란 듀란의 보컬 사이먼 르 봉과 결혼했다.